# Deinypena congoana
Deinypena congoana är en fjärilsart som beskrevs av M.Gaede 1940. Deinypena congoana ingår i släktet Deinypena och familjen nattflyn. Inga underarter finns listade i Catalogue of Life.